# Kabinett Wilson II
Die Regierung Wilson II wurde im Vereinigten Königreich am 31. März 1966 von Premierminister Harold Wilson (Labour Party) gebildet. Sie löste das Kabinett Wilson I ab.
Zuvor konnte Wilsons Labour Party bei der vorgezogenen Unterhauswahl vom 31. März 1966 ihre Mehrheit vergrößern und hatte mit 364 der 630 Abgeordneten eine komfortable Mehrheit im Unterhaus. Die Conservative Party hatte nur noch 250 Sitze; 16 Mandate gingen an kleine Parteien. Anschließend bildete Wilson sein Kabinett um. Bei der Unterhauswahl am 18. Juni 1970 erlitt die Labour Party eine empfindliche Niederlage und stellte nur noch 288 der 630 Mitglieder des House of Commons. Die Conservative Party gewann 330 Mandate, woraufhin am 19. Juni 1970 die konservative Regierung Heath unter Premierminister Edward Heath gebildet wurde.

## Regierungszeit
Nach einer kurzen, aber erfolgreichen Amtsperiode gewann Labour die Unterhauswahlen am 31. März 1966 mit einer komfortablen Mehrheit von 99 Sitzen (Wilson hatte vorgezogene Wahlen herbeigeführt; ein im politischen System des Vereinigten Königreichs übliches Procedere). Die zweite Amtszeit war wirtschaftlich gesehen weniger erfolgreich als die erste. Er stemmte sich zwar jahrelang gegen die Abwertung des Pfunds (damals gab es das Bretton-Woods-System, ein System mit Wechselkursbandbreiten). Als er dann schließlich gezwungen war, diese Maßnahme zu treffen, präsentierte er dies in den Medien als Erfolg.
Die Regierung Wilson gründete 1969 die Open University, eine zulassungsfreie Fernuniversität. Im Sekundarschulwesen trieb Wilson die Comprehensive School (Gesamtschule) voran. Der Anteil der Kinder, die diesen Schultypus besuchten, stieg zwischen 1966 und 1970 von 10 auf 30 Prozent. Allerdings wollte Wilson nach eigener Aussage die gehobenen Grammar Schools nicht abschaffen, sondern bewarb die Comprehensive Schools als „Grammar Schools für alle“.
Ein weiteres wichtiges Thema in Wilsons erster Amtszeit war der Wohnungsbau. Von 1965 bis 1970 wurden 1,3 Millionen neue Wohnungen gebaut, der Anteil an Gemeindebauten (council housing) stieg von 42 auf 50 Prozent. 1968 führte Wilsons Regierung das Option Mortgage Scheme ein, eine Subvention auf Hypothekenzinsen, um Geringverdienern den Erwerb eines Eigenheims zu ermöglichen. Zudem legte die Regierung Wilson ganze neue Städte auf der „grünen Wiese“ an, die New towns. Die größte darunter, Milton Keynes, hat inzwischen über 200.000 Einwohner.
Die Außenpolitik wurde weiterhin durch Krisen in zahlreichen ehemaligen britischen Kolonien geprägt, besonders in Rhodesien und Südafrika. Wilson widersetzte sich dem Druck, zur Unterstützung der USA Truppen nach Vietnam zu schicken. Als Großbritannien mit wirtschaftlichen Problemen zu kämpfen hatte, sank die Zustimmung der Wähler.

## Minister
Dem Kabinett gehörten folgende Minister an:
| Zugehörigkeit |  | Labour |

| Amt                                                                              | Bild                  | Person                              | Partei       | Partei            | Amtszeit          | Amtszeit      |
| -------------------------------------------------------------------------------- | --------------------- | ----------------------------------- | ------------ | ----------------- | ----------------- | ------------- |
| Premierminister Erster Lord des Schatzamtes Minister für den öffentlichen Dienst | Harold Wilson         | Harold Wilson                       |              | Labour Party      | 6. April 1966     | 19. Juni 1970 |
| First Secretary of State                                                         | George Brown          | George Brown                        | Labour Party | 6. April 1966     | 11. August 1966   |               |
| First Secretary of State                                                         | Michael Stewart       | Michael Stewart                     | Labour Party | 11. August 1966   | 18. März 1968     |               |
| First Secretary of State                                                         | Barbara Castle        | Barbara Castle                      | Labour Party | 6. April 1968     | 19. Juni 1970     |               |
| Lordpräsident des Rates Leader of the House of Commons                           |                       | Herbert Bowden                      | Labour Party | 6. April 1966     | 11. August 1966   |               |
| Lordpräsident des Rates Leader of the House of Commons                           | Dick Crossman         | Richard Crossman                    | Labour Party | 11. August 1966   | 18. Oktober 1968  |               |
| Lordpräsident des Rates Leader of the House of Commons                           |                       | Fred Peart                          | Labour Party | 18. Oktober 1968  | 19. Juni 1970     |               |
| Lordkanzler                                                                      |                       | Gerald Gardiner, Baron Gardiner     | Labour Party | 6. April 1966     | 19. Juni 1970     |               |
| Lordsiegelbewahrer                                                               | Frank Pakenhan        | Frank Pakenham, 7. Earl of Longford | Labour Party | 6. April 1966     | 16. Januar 1968   |               |
| Lordsiegelbewahrer                                                               |                       | Edward Shackleton, Baron Shackleton | Labour Party | 16. Januar 1968   | 6. April 1968     |               |
| Lordsiegelbewahrer                                                               |                       | Fred Peart                          | Labour Party | 6. April 1968     | 18. Oktober 1968  |               |
| Lordsiegelbewahrer                                                               |                       | Edward Shackleton, Baron Shackleton | Labour Party | 18. Oktober 1968  | 19. Juni 1970     |               |
| Schatzkanzler Zweiter Lord des Schatzamtes                                       | James Callaghan       | James Callaghan                     | Labour Party | 6. April 1966     | 30. November 1967 |               |
| Schatzkanzler Zweiter Lord des Schatzamtes                                       | Roy Jenkins           | Roy Jenkins                         | Labour Party | 30. November 1967 | 19. Juni 1970     |               |
| Chefsekretär des Schatzamtes                                                     |                       | John Diamond                        | Labour Party | 1. November 1968  | 19. Juni 1970     |               |
| Wirtschaftsminister                                                              | George Brown          | George Brown                        | Labour Party | 6. April 1966     | 11. August 1966   |               |
| Wirtschaftsminister                                                              | Michael Stewart       | Michael Stewart                     | Labour Party | 11. August 1966   | 29. August 1967   |               |
| Wirtschaftsminister                                                              |                       | Peter Shore                         | Labour Party | 29. August 1967   | 6. Oktober 1969   |               |
| Außenminister                                                                    | Michael Stewart       | Michael Stewart                     | Labour Party | 6. April 1966     | 11. August 1966   |               |
| Außenminister                                                                    | George Brown          | George Brown                        | Labour Party | 11. August 1966   | 16. März 1968     |               |
| Außenminister                                                                    | Michael Stewart       | Michael Stewart                     | Labour Party | 16. März 1968     | 19. Juni 1970     |               |
| Innenminister                                                                    | Roy Jenkins           | Roy Jenkins                         | Labour Party | 6. April 1966     | 30. November 1967 |               |
| Innenminister                                                                    | James Callaghan       | James Callaghan                     | Labour Party | 30. November 1967 | 19. Juni 1970     |               |
| Minister für Landwirtschaft und Ernährung                                        |                       | Fred Peart                          | Labour Party | 6. April 1966     | 6. April 1968     |               |
| Minister für Landwirtschaft und Ernährung                                        |                       | Cledwyn Hughes                      | Labour Party | 6. April 1968     | 19. Juni 1970     |               |
| Minister für die Kolonien                                                        |                       | Frederick Lee                       | Labour Party | 6. April 1966     | 1. August 1966    |               |
| Minister für Beziehungen zum Commonwealth                                        | Arthur Bottomley      | Arthur Bottomley                    | Labour Party | 6. April 1966     | 11. August 1966   |               |
| Minister für Beziehungen zum Commonwealth                                        |                       | Herbert Bowden                      | Labour Party | 11. August 1966   | 29. August 1967   |               |
| Minister für Beziehungen zum Commonwealth                                        | George Thomson        | George Thomson                      | Labour Party | 29. August 1967   | 17. Oktober 1968  |               |
| Verteidigungsminister                                                            | Denis Healey          | Denis Healey                        | Labour Party | 6. April 1966     | 19. Juni 1970     |               |
| Minister für Bildung und Wissenschaft                                            | Tony Crosland         | Anthony Crosland                    | Labour Party | 6. April 1966     | 29. August 1967   |               |
| Minister für Bildung und Wissenschaft                                            | Patrick Gordon Walker | Patrick Gordon Walker               | Labour Party | 29. August 1967   | 6. April 1968     |               |
| Minister für Bildung und Wissenschaft                                            |                       | Edward Short                        | Labour Party | 6. April 1968     | 19. Juni 1970     |               |
| Minister für Wohnungsbau und Kommunalverwaltung                                  | Dick Crossman         | Richard Crossman                    | Labour Party | 6. April 1966     | 11. August 1966   |               |
| Minister für Wohnungsbau und Kommunalverwaltung                                  | Tony Greenwood        | Anthony Greenwood                   | Labour Party | 11. August 1966   | 31. Mai 1970      |               |
| Minister für Wohnungsbau und Kommunalverwaltung                                  |                       | Bob Mellish                         | Labour Party | 31. Mai 1970      | 19. Juni 1970     |               |
| Arbeitsminister/in                                                               |                       | Ray Gunter                          | Labour Party | 6. April 1966     | 6. April 1968     |               |
| Arbeitsminister/in                                                               | Barbara Castle        | Barbara Castle                      | Labour Party | 6. April 1968     | 19. Juni 1970     |               |
| Kanzler des Herzogtums Lancaster                                                 |                       | Douglas Houghton                    | Labour Party | 6. April 1966     | 7. Januar 1967    |               |
| Kanzler des Herzogtums Lancaster                                                 |                       | Frederick Lee                       | Labour Party | 7. Januar 1967    | 6. Oktober 1969   |               |
| Kanzler des Herzogtums Lancaster                                                 | George Thomson        | George Thomson                      | Labour Party | 6. Oktober 1969   | 19. Juni 1970     |               |
| Minister für Überseeentwicklung                                                  | Tony Greenwood        | Anthony Greenwood                   | Labour Party | 6. April 1966     | 11. August 1966   |               |
| Minister für Überseeentwicklung                                                  | Arthur Bottomley      | Arthur Bottomley                    | Labour Party | 11. August 1966   | 29. August 1967   |               |
| Minister für Überseeentwicklung                                                  |                       | Reg Prentice                        | Labour Party | 29. August 1967   | 6. Oktober 1969   |               |
| Minister für Überseeentwicklung                                                  |                       | Judith Hart                         | Labour Party | 6. Oktober 1969   | 19. Juni 1970     |               |
| Generalzahlmeister                                                               |                       | Edward Shackleton, Baron Shackleton | Labour Party | 6. Mai 1968       | 1. November 1968  |               |
| Generalzahlmeister                                                               |                       | Judith Hart                         | Labour Party | 1. November 1968  | 6. Oktober 1969   |               |
| Generalzahlmeister                                                               |                       | Harold Lever                        | Labour Party | 6. Oktober 1969   | 19. Juni 1970     |               |
| Minister ohne Geschäftsbereich                                                   |                       | Douglas Houghton                    | Labour Party | 6. April 1966     | 7. Januar 1967    |               |
| Minister ohne Geschäftsbereich                                                   | Patrick Gordon Walker | Patrick Gordon Walker               | Labour Party | 7. Januar 1967    | 21. August 1967   |               |
| Minister ohne Geschäftsbereich                                                   | George Thomson        | George Thomson                      | Labour Party | 17. Oktober 1968  | 6. Oktober 1969   |               |
| Minister ohne Geschäftsbereich                                                   |                       | Edward Short                        | Labour Party | 6. Oktober 1969   | 19. Juni 1970     |               |
| Energieminister                                                                  |                       | Richard Marsh                       | Labour Party | 6. April 1966     | 6. April 1968     |               |
| Energieminister                                                                  |                       | Ray Gunter                          | Labour Party | 6l . April 1968   | 1. Juli 1968      |               |
| Energieminister                                                                  |                       | Roy Mason                           | Labour Party | 1. Juli 1968      | 6. Oktober 1969   |               |
| Minister für Schottland                                                          |                       | William Ross                        | Labour Party | 6. April 1966     | 19. Juni 1970     |               |
| Minister für soziale Dienste                                                     | Dick Crossman         | Richard Crossman                    | Labour Party | 1. November 1968  | 19. Juni 1970     |               |
| Technologieminister                                                              |                       | Frank Cousins                       | Labour Party | 6. April 1966     | 4. Juli 1966      |               |
| Technologieminister                                                              | Tony Benn             | Tony Benn                           | Labour Party | 4. Juli 1966      | 19. Juni 1970     |               |
| Handelsminister                                                                  |                       | Douglas Jay                         | Labour Party | 6. April 1966     | 29. August 1967   |               |
| Handelsminister                                                                  | Tony Crosland         | Anthony Crosland                    | Labour Party | 29. August 1967   | 6. Oktober 1969   |               |
| Handelsminister                                                                  |                       | Roy Mason                           | Labour Party | 6. Oktober 1969   | 19. Juni 1970     |               |
| Transportminister/in                                                             | Barbara Castle        | Barbara Castle                      | Labour Party | 6. April 1966     | 6. April 1968     |               |
| Transportminister/in                                                             |                       | Richard Marsh                       | Labour Party | 6. April 1968     | 6. Oktober 1969   |               |
| Transportminister/in                                                             | Fred Mulley           | Frederick Mulley                    | Labour Party | 6. Oktober 1969   | 19. Juni 1970     |               |
| Minister für Wales                                                               |                       | Cledwyn Hughes                      | Labour Party | 6. April 1966     | 6. April 1968     |               |
| Minister für Wales                                                               |                       | George Thomas                       | Labour Party | 6. April 1968     | 19. Juni 1970     |               |